# Monumenta Germaniae Historica

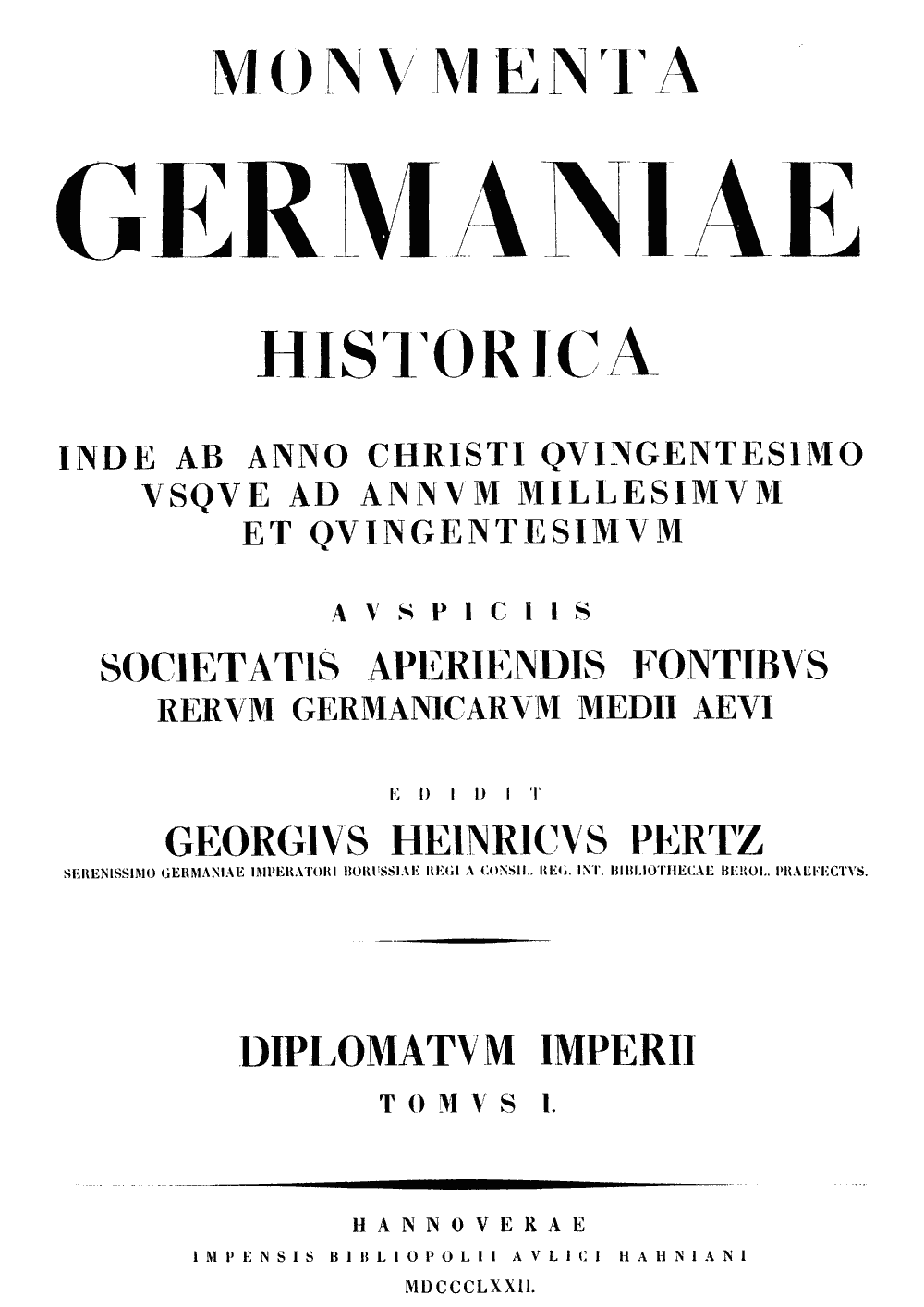
Титульний лист публікації 1872 р., Ганновер, "Дипломатія імперії"

«Monumenta Germaniae Historica», MGH (Історичні пам'ятники Німеччини) — наукова серія першоджерел з середньовічної історії Німеччини. Також латинська назва мюнхенського науково-дослідного інституту (нім. Deutsches Institut für Erforschung des Mittelalters), який випускає цей збірник.

## Серія

### Структура
Основні публікації «Monumenta Germaniae Historica» нині розділені на п'ять частин:
- лат. Scriptores, MGH SS, «Письменники». Наративні джерела, такі як житія, хроніки, аннали, історії, трактати, «res gestae» та ін..
- лат. Leges, MGH LL, «Закони». «Правди», капітулярії, постанови церковних соборів, формули та ін..
- лат. Diplomata, MGH DD, «Документи». Документи V–XIII ст..
- лат. Epistolae, «Листи». Листи Пап Римських, ченців, королів VI–XIII ст..
- лат. Antiquitates, «Давнини». Середньовічна латиномовна поезія, некрологи, поминальні книги.

Інститут також видає «малі», для потреб викладання, обрані видання окремих пам'яток в меншому форматі (лат. Scriptores in usum scholarum); критичний апарат до них дещо полегшений, але це також цілком добротні з наукової точки зору публікації, де іноді дається уточнений текст порівняно з тими, що вийшли в публікаціях раніше в томах «великих» серій. Вони також містять переклад латиномовних пам'яток на німецьку мову.
Багато томів «MGH» виходять новими виданнями з урахуванням останніх досягнень медієвістики.

## Інститут

### Історія
«MGH» виникає на основі створеного в 1819 р. бароном фон Штайном Товариства вивчення давньогерманської історії (Франкфурт-на-Майні). Одним із засновників був лінгвіст Г. Ф. Гротефенд. У 1820 р. починається збір джерел з німецької історії: в Німеччині не існувало загальної єдиної архівної системи, документи роз'єднані і розкидані по всій країні. Почали тоді публікувати журнал «Архів Товариства вивчення давньогерманської історії». У 1823 р. це Товариство отримує підтримку з боку держави. Одним з головних співучасників проєкту була і є Баварська академія наук, створена в 1759 році.
Незабаром проєкт очолює Георг Генріх Перц, який спланував за десять років здійснити публікації, що виконуються досі, це майже всі джерел за такими розділами як:
- «лат. Scriptores»,
- «лат. Leges»,
- «лат. Diplomata»,
- «лат. Epistolae»,
- «лат. Antiquitates».

«MGH» стає центром розвитку історичної науки в Німеччині. Без діяльності цього проєкту робота багатьох істориків сильно утруднена, а в деяких випадках — неможлива. Тут же вироблялися багато основоположних принципів роботи з джерелами. Директора «MGH» в 1885–1886 рр. і 1886–1887 роках Георг Вайц (учень Леопольда фон Ранке) і Ватенбах відповідно були вчителями таких видних істориків, як Теодор Моммзен (1817–1903 рр.), Георг Зіммель (1858–1918 рр.), К. Цоммер та інші. Наприклад, робота Г. Зіммеля «Проблеми філософії історії» (1892 р.) мала великий успіх (шість перевидань в Німеччині) і зробила великий вплив на уми багатьох істориків того часу. Праця Т. Моммзена «Римська історія» зберегла своє значення й до наших днів (в «MGH» він видає серію «Auctores antiquissimi»).
У зв'язку з об'єднанням Німеччини «MGH» в 1875 р. отримує державну підтримку, бо уряд усвідомлює суспільну значимість цього проєкту, силу його впливу на освічені кола суспільства. До того ж починаючи з часу створення Німецької імперії, географія публікованих джерел постійно розширюється — «MGH» було свого роду індикатором суспільного настрою: у певної частини німців з'являються імперські амбіції (так, був створений Пангерманський союз у 1891 році).

### Керівництво
Президенти організації:
- 1823–1873 рр. — Георг Генріх Перц
- 1875–1886 рр. — Георг Вайц
- 1888–1902 рр. — Ернст Людвіг Дюмлер
- 1906–1914 рр. — Райнхольд Козер
- 1914–1919 рр. — Міхаель Танґль (уповноважений)
- 1919–1935 рр. — Пауль Кер
- 1936–1937 рр. — Вільгельм Енґель (уповноважений)
- 1937–1942 рр. — Едмунд Штенґель
- 1942–1945 рр. — Теодор Майєр
- 1947–1958 рр. — Фрідріх Бетґен
- 1958–1970 рр. — Герберт Ґрундман
- 1971–1994 рр. — Хорст Фурман
- від 1994 р. — Рудольф Шифер